# 65-та окрема механізована бригада «Великий луг»
65-та окрема механізована бригада «Великий луг» (65 ОМБр) — механізоване з'єднання Сухопутних військ Збройних сил України чисельністю в бригаду.

## Історія
Станом на червень 2022 року була однією з 42 новостворених військових частин, що потребували оснащення.
У грудні 2022 року повідомлялося, що бригада разом з 1-ю танковою бригадою імовірно зайшла до Гуляйполя і готувалася до наступу в сторону Мелітополя.
В січні 2024 року військовослужбовці бригади заявили, що їх було атаковано дроном з невідомою хімічною речовиною.
20 грудня 2024 року бригаді присвоєне почесне найменування «Великий Луг».
В грудні 2024 року підрозділи бригади брали участь в обороні с. Роботине в Запорізькій області.

## Структура
- 7-й окремий стрілецький батальйон (м. Івано-Франківськ)[7]
- 56-й окремий стрілецький батальйон[8]
- 57-й окремий стрілецький батальйон (м. Чернівці)[9]
- 1-й механізований батальйон[10]
- 2-й механізований батальйон[11]
- 3-й механізований батальйон[12]
- танковий батальйон[13]
- артилерійський дивізіон (полк)[14]
- батальйон ППО[15]
- РУБАК[16]
- розвідувальні, інженерні, зв’язку та інші підрозділи забезпечення[17]

## Оснащення
- Т-72[18]
- БМП-1/2[19]
- FPV-дрони[20]

## Командування
- на 04.2023: полковник Кравець Андрій[1]
- 2024—2025: полковник Ізбаш Володимир Георгійович[21][22]

## Традиції
20 грудня 2024 року, з метою відновлення історичних традицій національного війська, зважаючи на зразкове виконання покладених завдань під час захисту територіальної цілісності та незалежності України, бригаді присвоєне почесне найменування «Великий Луг» з повною назвою — 65 окрема механізована бригада «Великий Луг» Сухопутних військ Збройних Сил України.

### Символіка
Нарукавний знак бригади затверджено 16 липня 2024 року. В емблемі 65 окремої механізованої бригади щит має червону праву третину, на якій зображено три яворових листка — сюжет, що фігурує в гербі Яворівського району Львівської області, на теренах якого дислоковано бригаду. В основному полі бригадної емблеми представлено козака з мушкетом і спис — герб Війська Запорозького Низового, що вказує на почесне найменування бригади — «Великий Луг». Латинську версію найменування «PRATUM MAGNUM» вміщено над щитом на оливковій стрічці.

## Вшанування
23 жовтня 2024 року у місті Запоріжжя депутати міської ради прийняли рішення про перейменування однієї з вулиць на честь Героїв 65 бригади.

### Нагороджені
Найвищими державними нагородами нагороджені:
- Отінов Максим Леонідович («Тор») — молодший сержант, Герой України (2024, посмертно).